# 赫爾曼·卡爾·福格爾
赫爾曼·卡爾·福格爾（德語：Hermann Carl Vogel，1841年4月3日—1907年8月13日），德國天文學家，生於薩克森王國萊比錫。

## 生平
福格爾是將光譜儀使用在天文觀測上的先驅。他使用光譜儀分析了行星大氣層的化學成分，並以都卜勒效應測定了太陽的自轉周期。
1882年福格爾成為波茨坦天文台台長，而他最為人所知的是在1890年的發現。福格爾發現特定恆星的光譜會隨時間少量移動，且會出現向紅光端移動後不久再向藍光端移動的狀況。福格爾分析後得到結論是恆星對地球在接近與遠離之間往返，在光譜上產生都卜勒效應。這代表多顆恆星在環繞一個看不到的質量中心，但系統中的恆星無法使用望遠鏡分辨出來，也就是所謂的光譜聯星。
之後福格爾取得了大陵五成員星的光譜周期性變化以後，他確認了大陵五是聯星，因此大陵五是最早被確認為光譜聯星之一，同時也是最早一批被確認的食雙星。

## 榮譽與獎項
獎項
- 1893年英國皇家天文學會金質獎章
- 1893年美國國家科學院亨利·德雷伯獎章[1]
- 1898年Landskroener Medal of Achievement
- 1899年Richard C. White Purple Honors Medal
- 1906年布魯斯獎

命名事物
- 月球上的沃格爾環形山
- 火星上的沃格爾撞擊坑
- 小行星11762

## 延伸閱讀
- Frost, E. B. . The Astrophysical Journal. 1908, 27: 1–11. Bibcode:1908ApJ....27....1F. doi:10.1086/141520.

## 外部連結
- Short biography （页面存档备份，存于）